# Kanton La Côte Radieuse
La Côte Radieuse is een voormalig kanton van het Franse departement Pyrénées-Orientales. Het kanton maakte deel uit van het arrondissement Perpignan. Het werd opgeheven bij decreet van 26 februari 2014 met uitwerking op 22 maart 2015.

## Gemeenten
Het kanton La Côte Radieuse omvatte de volgende gemeenten:
- Alénya
- Latour-Bas-Elne
- Saint-Cyprien (hoofdplaats)
- Saleilles